# Open di Francia 2015 - Doppio leggende over 45
John e Patrick McEnroe sono i campioni in carica dell'Open di Francia 2014 - Doppio leggende over 45, ma non sono riusciti a superare il loro girone.
Guy Forget e Henri Leconte conquistano il titolo, battendo in finale Cédric Pioline e Mark Woodforde con il punteggio di 4-6, 7–6(5), [10-3].

## Tabellone

### Legenda
| - Q = Qualificato - WC = Wild card - LL = Lucky loser | - ALT = Alternate - SE = Special Exempt - PR = Protected Ranking | - w/o = Walkover - r = Ritirato - d = Squalificato |

### Finale
|  | Finale                        |                               |   |    |      |  |
|  |                               |                               |   |    |      |  |
|  | Cédric Pioline Mark Woodforde | Cédric Pioline Mark Woodforde | 6 | 65 | [3]  |  |
|  | Guy Forget Henri Leconte      | Guy Forget Henri Leconte      | 4 | 7  | [10] |  |

### Gruppo C
|    |                               | J McEnroe P McEnroe | C Pioline M Woodforde | P Cash A Gómez | RR V-P | Set V-P | Game V-P | Posizione |
| C1 | John McEnroe Patrick McEnroe  |                     | 4-6, 1-6              | 6-3, 6-4       | 1-1    | 2-2     | 17-19    | 2         |
| C2 | Cédric Pioline Mark Woodforde | 6-4, 6-1            |                       | 6-4, 6-4       | 2-0    | 4-0     | 24-13    | 1         |
| C3 | Pat Cash Andrés Gómez Santos  | 3-6, 4-6            | 4-6, 4-6              |                | 0-2    | 0-4     | 15-24    | 3         |

La classifica viene stilata in base ai seguenti criteri: 1) Numero di vittorie; 2) Numero di partite giocate; 3) Scontri diretti (in caso di due giocatori pari merito); 4) Percentuale di set vinti o di games vinti (in caso di tre giocatori pari merito ); 5) Decisione della commissione.

### Gruppo D
|    |                               | G Forget H Leconte | M Pernfors M Wilander | M Bahrami P Haarhuis | RR V-P | Set V-P | Game V-P | Posizione |
| D1 | Guy Forget Henri Leconte      |                    | 6-2, 7–6(7)           | 7-6(1), 6-4          | 2-0    | 4-0     | 26-18    | 1         |
| D2 | Mikael Pernfors Mats Wilander | 2-6, 76-7          |                       | 1-6, 4-6             | 0-2    | 0-4     | 13-25    | 3         |
| D3 | Mansour Bahrami Paul Haarhuis | 16-7, 4-6          | 6-1, 6-4              |                      | 1-1    | 2-2     | 22-18    | 2         |

La classifica viene stilata in base ai seguenti criteri: 1) Numero di vittorie; 2) Numero di partite giocate; 3) Scontri diretti (in caso di due giocatori pari merito); 4) Percentuale di set vinti o di games vinti (in caso di tre giocatori pari merito ); 5) Decisione della commissione.